# Lilium 'Pearl Justine'
Lilium 'Pearl Justine' — сорт лилий из группы Азиатские гибриды по классификации третьего издания Международного регистра лилий.
Используются для срезки и в качестве декоративного садового растения. Серия Pearl, куда входит этот сорт создана в США, Dr. Robert Griesbach и названа в честь его внучек.

## Биологическое описание
Тетраплоид.
Высота растений около 130 см.
Листья тёмно-зелёные, блестящие.
Цветки направлены в стороны, оранжевые, около 13 см в диаметре, пятна и сосочки отсутствуют.

## В культуре
Посадка в открытый грунт в начале-середине сентября или в апреле-мае.
Глубина посадки 15—20 см от донца луковицы до поверхности почвы.
pH почвы 6—6,5.
Пересадка осуществляется каждые 3—4 года.